# Glinojeck (gromada)
Glinojeck – dawna gromada, czyli najmniejsza jednostka podziału terytorialnego Polskiej Rzeczypospolitej Ludowej w latach 1954–1972.
Gromady, z gromadzkimi radami narodowymi (GRN) jako organami władzy najniższego stopnia na wsi, funkcjonowały od reformy reorganizującej administrację wiejską przeprowadzonej jesienią 1954 do momentu ich zniesienia z dniem 1 stycznia 1973, tym samym wypierając organizację gminną w latach 1954–1972.
Gromadę Glinojeck z siedzibą GRN w Glinojecku (wówczas wsi) utworzono – jako jedną z 8759 gromad na obszarze Polski – w powiecie ciechanowskim w woj. warszawskim, na mocy uchwały nr VI/10/1/54 WRN w Warszawie z dnia 5 października 1954. W skład jednostki weszły obszary dotychczasowych gromad Garwarz Nowy, Glinojeck, Kowalewko, Wkra i Żeleźnia ze zniesionej gminy Młock w tymże powiecie. Dla gromady ustalono 26 członków gromadzkiej rady narodowej.
29 lutego 1956 do gromady Glinojeck przyłączono wieś Luszewo z gromady Dziektarzewo w powiecie płońskim.
31 grudnia 1959 do gromady Glinojeck przyłączono wsie Zalesie, Wólka Garwarska, Juliszewo, Faustynowo i Pieński Faustynowskie ze znoszonej gromady Śródborze w tymże powiecie.
Gromada przetrwała do końca 1972 roku, czyli do kolejnej reformy gminnej. 1 stycznia 1973 w powiecie ciechanowskim utwrozono gminę Glinojeck.